# M 06-os út (Ukrajna)

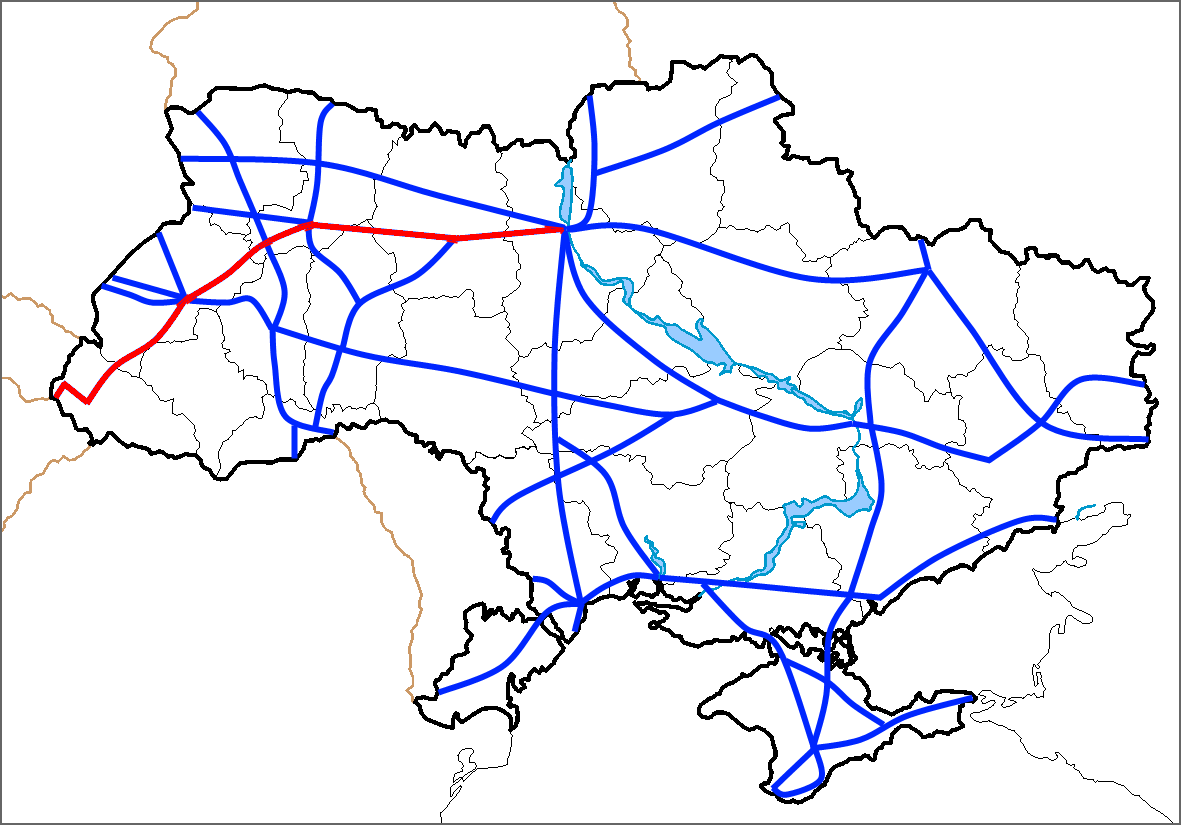
Az M 06-os nyomvonala Ukrajna térképén (pirossal jelölve)

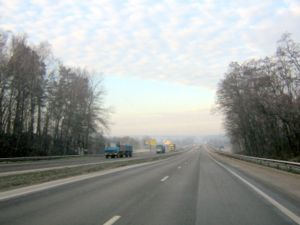
Az M 06 Kijev és Zsitomir összekötő út

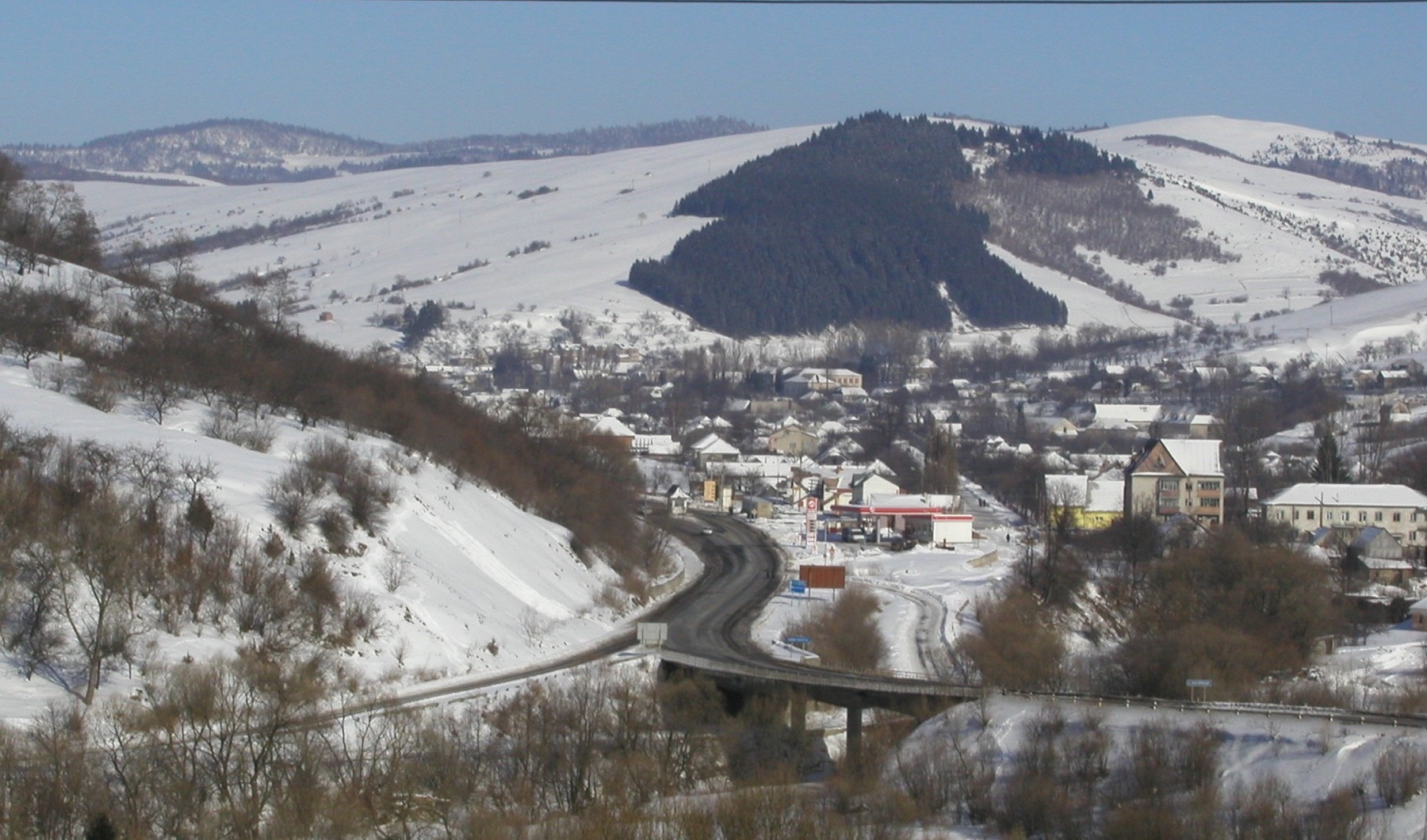
A főút Alsóvereckénél

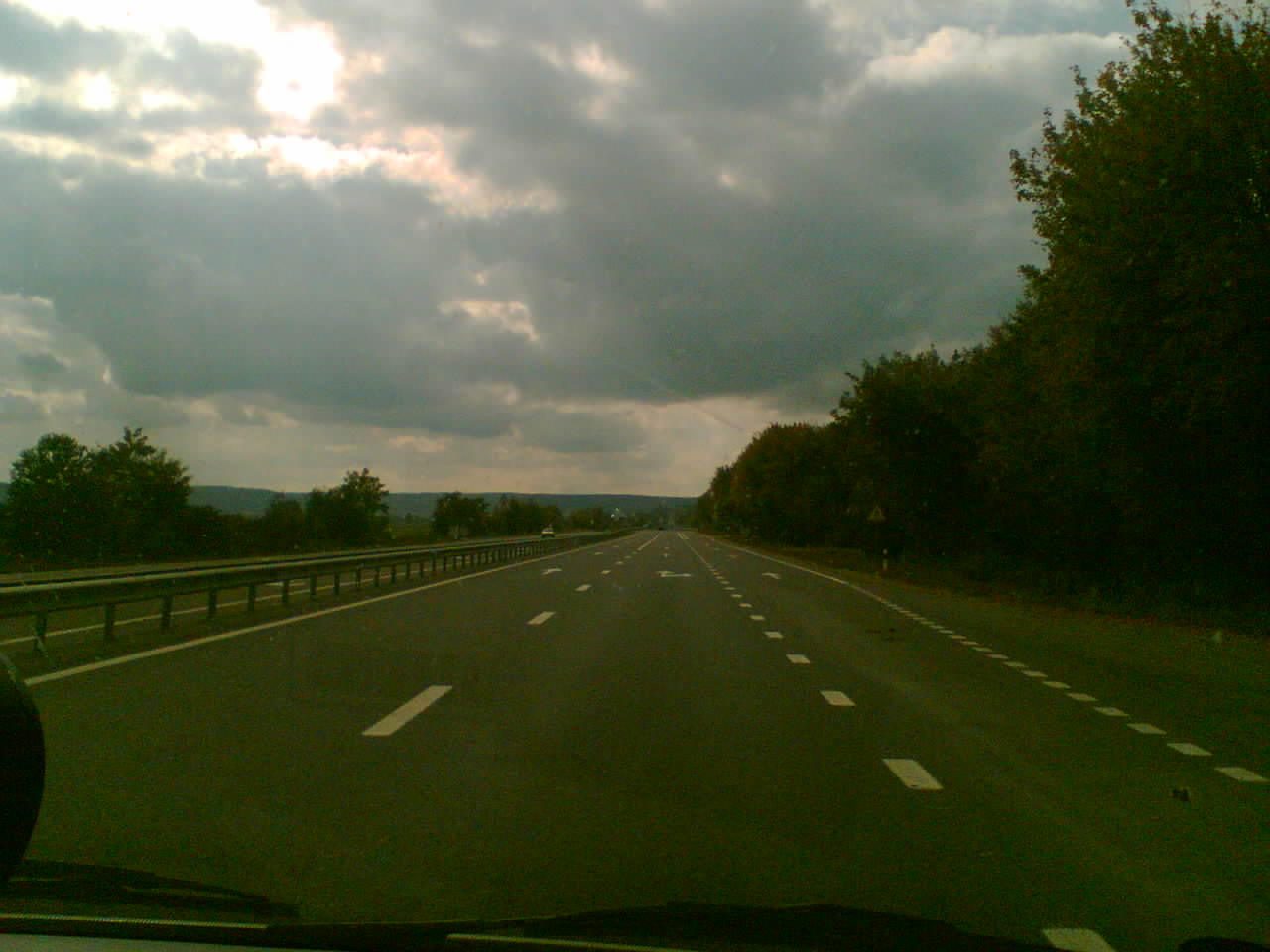
Az M 06-os út kinézete

Az M 06 egy nemzetközi autóút Ukrajnában, mely az ország nyugati határán fekvő Csapot köti össze a fővárossal, Kijevvel. Az út hossza 821,5 km, a felhajtó szakaszokkal együtt 846,2 km. Ukrajna Kijevi, Zsitomiri, Rivnei, Lvivi és Kárpátontúli területén halad keresztül. Az ukrán főváros és  Délnyugat-Európa közti gépjármű-forgalom fő útvonala. A szovjet időszakban M17 volt a neve.
A Kijev és Lviv közötti szakasza a Calais–Brüsszel–Krakkó–Kijev–Volgográd–Taskent–Almati közötti E40 európai autóút részét képezi. A Sztrij–Ungvár szakasz a Brest–Párizs–Prága–Ungvár–Doneck–Rosztov–Mahacskala útvonalon haladó E50, az Ungvár–Csap szakasz pedig a Püspökladány és Ungvár közötti E573 európai autóút része. Az M06 autópálya a 3-as és 5-ös európai közlekedési folyosóban halad.

## Városok és városi jellegű települések az út mentén
- Kijev
- Korosztisiv
- Zsitomir
- Zviahel
- Korec
- Rivne (idáig autópálya, innentől Csapig gyorsforgalmi út)
- Dubno
- Ragyiviliv
- Brodi
- Oleszko
- Lviv
- Mikolajiv
- Sztrij
- Szkole
- Szolyva
- Munkács
- Ungvár
- Csap
- Magyarország 4-es főút